# Matos da Ranha
Matos da Ranha, é uma aldeia localizada na zona centro litoral, pertencente à freguesia de Vermoil e ao município de Pombal.
Em Matos da Ranha, pode visitar a capela da Nossa Senhora da Boa Viagem, cujos festejos celebram-se, anualmente, no primeiro fim-de-semana do mês de Agosto, em honra da mesma. Em Matos da Ranha, ainda pode visitar a famosa Fonte da Saúde, conhecida pelos seus efeitos benéficos sobre alguns problemas de saúde. Matos da Ranha é a maior aldeia/localidade da freguesia de Vermoil.
Matos da Ranha, esteve inserido num projecto inovador, intitulado Aldeia Verde, onde alunos do Colégio João de Barros, desenvolveram este que visava implementar actos ecológicos a toda a população.
Aldeia Verde, juntamente com a Junta de Freguesia de Vermoil, implementou 5 novos óleões e juntamente com a Valorlis, distribuiu 65 compostores na região, como também recolheu mais de 1,5 toneladas de resíduos em lixeiras ilegais, extiguindo-as. Para além disso ainda realizou vários eventos, onde um deles, a Feira Verde, uniu várias entidades e mais de 200 pessoas estiveram presentes.
Actualmente, esta localidade, apresenta o estatuto de Aldeia Verde, por ser ecologicamente sustentável, ou seja, apresenta todos os meios essenciais para se proceder a todo o tipo de recilagem, nomeadamente resíduos, óleo e azeite alimentar, compostos orgânicos.